# Este fuerte viento que sopla
Este fuerte viento que sopla es el segundo álbum de la banda de rock uruguaya No te va gustar. Fue grabado y mezclado por Mariano Pavéz en la ciudad de Santiago de Chile en marzo del 2002, excepto "Clara" en La Zapada (Montevideo) por Álvaro Reyes en abril de 2002. Presentado el día 12 de octubre ese mismo año en el Teatro de Verano. A partir de ese momento, la banda inicia una gira por todo el país. Masterizado en "Clio" (Santiago de Chile) por Joaquín García y Mariano Pavéz. Ensayado en "La Zapada" y "La salida de Abril". 
Es un disco que contiene 14 canciones y en el cual la banda experimentó con ritmos muy variados, como ska, rock, reggae, murga, entre otros. Las canciones están compuestas en su mayoría por Emiliano Brancciari (voz y guitarra), y dos, por Mateo Moreno (bajo y coros), y otra compuesta por ambos. Seis meses después de su lanzamiento, el álbum consigue ser disco de oro en Uruguay, y a partir de ese momento, logran consolidarse como una de las principales bandas referentes de rock uruguayo.

## Lista de canciones
| N.º   | Título                  | Escritor(es)                 | Duración |  |
| 1.    | «Cómo brillaba tu alma» | Emiliano Brancciari          | 4:09     |  |
| 2.    | «Tenés que saltar»      | Emiliano Brancciari          | 3:21     |  |
| 3.    | «La única voz»          | Emiliano Brancciari          | 5:23     |  |
| 4.    | «Machete»               | Mateo Moreno                 | 3:51     |  |
| 5.    | «Te voy a llevar»       | Emiliano Brancciari          | 4:34     |  |
| 6.    | «Padre de la patria»    | Emiliano Brancciari          | 4:37     |  |
| 7.    | «Me cuesta creer»       | Emiliano Brancciari          | 4:34     |  |
| 8.    | «Clara»                 | Emiliano Brancciari          | 4:10     |  |
| 9.    | «La soledad»            | Emiliano Brancciari          | 5:19     |  |
| 10.   | «No hay dolor»          | Emiliano Brancciari          | 4:52     |  |
| 11.   | «Te quiero más»         | Mateo Moreno                 | 2:15     |  |
| 12.   | «Mucho más feliz»       | Emiliano Brancciari y Moreno | 2:48     |  |
| 13.   | «Más mejor»             | Emiliano Brancciari          | 3.20     |  |
| 14.   | «No necesito nada»      | Emiliano Brancciari          | 4:22     |  |
| 57:35 |                         |                              |          |  |

## Músicos
- Emiliano Brancciari: guitarra, voz, coros, coro de murga y piano en 8, armónica en 11, charango en 12, bombo legüero en 12, palmas en 12.
- Mateo Moreno: bajo, coros, voz en 4, charango en 1, guitarra en 2, 3, 4, 8 y 10, palmas en 12.
- Pablo Abdala: batería, platillos en 2, platillos de murga en 8, bombo legüero en 12, palmas en 12, coro en 15.
- Gonzalo Castex: percusión, bombo en 2, bombo legüero en 12, palmas en 12, coro en 15.
- Martin Gil: trompeta, coros.
- Denis Ramos: trombón, coro en 15.
- Mauricio Ortiz: saxo
- Dani Gerpe: coordinación general y apoyo constante.

## Músicos invitados
- Pamela Retamoza (solo de saxo tenor en 10).
- Gige Vidal (teclados).
- Patricio Pailamilla (trompeta).
- Esteban Nuñez Arce (saxo tenor).
- Marcelo Mollinedo (palmas en 12).
- Gonzalo Seúlveda (palmas en 12).
- Daniel Carini (bombo de murga en 8).

Coro de murga en 8: Darío Prieto, Fernando Paleo, Javier Stella, Diego Martínez, Marcelo Vaccari y Emiliano Muñoz, Ney Peraza, Pedro Takorián, Rafael Bruzzone y Álvaro Fontes.

## Certificaciones
| País    | Organismo certificador | Certificación | Ventas certificadas | Ref.  |
| ------- | ---------------------- | ------------- | ------------------- | ----- |
| Uruguay | CUD                    | 2× Platino    | 8 000               | [ 1 ] |